# Embaixada do Brasil em Moscou
A Embaixada do Brasil em Moscou é a missão diplomática brasileira  junto à Federação da Rússia e à República do Uzbequistão, localizada no número 54 da rua Bolshaia Nikitskaia. 
Seu edifício-sede, conhecido como Casa da Lopatina, têm valor histórico, tendo sido construído no ano de 1876. A Embaixada e Residência Oficial do Embaixador foram instalados no local em 1963, servindo, então, como representação do Brasil na extinta União Soviética.  
Entre 2019 e 2020, ocorreram obras de restauração do edifício-sede e anexos da embaixada. Veja aqui imagens do interior do edifício. No período, a Residência Oficial foi instalada no edifício 29, na rua Prechistenskaya naberezhnaya.Veja aqui imagens. 

## Histórico do edifício
O prédio da Embaixada do Brasil em Moscou, situado no número 54 da Rua Bolshaia Nikitskaia, é um monumento arquitetônico da segunda metade do século XIX (1876), construído por Alexandr Stepanovitch Kaminski (1829-1897), cunhado dos famosos colecionadores de arte Pavel e Serguei Tretiakov e arquiteto muito apreciado pela elite moscovita. Entre as obras de Kaminski que seguem existindo em Moscou estão a fachada da Princesa Shakhovskaia-Glebova-Streshneva, no número 19 da Rua Bolshaia Nikitskaia, onde hoje funciona a Ópera Helikon, e a residência de Serguei Tretiakov no Boulevard Gogolevsky que é atualmente a sede da Fundação Cultural da Rússia.
No prédio da Embaixada, que é um dos primeiros exemplos do chamado "estilo russo" em arquitetura civil urbana, têm maior valor arquitetônico e artístico: a fachada principal, revestida de ladrilhos de cerâmica policromada, as decorações à volta das janelas e a grade e os portões em metal rendilhado, que são os originais.
Kaminski construiu essa casa para a Senhora Anna Vassilievna Lopatina, cujo marido era portador de um título honorífico. Originalmente, a construção tinha apenas dois andares. O terceiro foi acrescentado posteriormente, mas respeitando o estilo original e guardando perfeita harmonia com a estrutura já existente. As janelas desse terceiro andar estão ligadas por motivos decorativos que lembram o "kokoshnik", antigo enfeite de cabeça das mulheres russas.
No começo do século XX a casa já deixara de ser residência individual e estava dividida em apartamentos para aluguel. Por volta de 1925, sofreu uma reforma e passou a ser residência coletiva de uma sociedade de veteranos bolcheviques.